# أنيلو كوتولو
أنيلو كوتولو (بالإيطالية: Aniello Cutolo)‏ (19 مايو 1983 بنابولي في إيطاليا - ) هو لاعب كرة قدم إيطالي في مركز الهجوم. لعب مع نادي بادوفا ونادي بيروجيا ونادي بيسكارا ونادي بينيفينتو ونادي كروتوني ونادي ليفورنو وهيلاس فيرونا وGiugliano Calcio 1928 ‏ ونادي فيرتوس إينتيلا ونادي تارانتو 1927 ونادي أريتسو وAS Lodigiani ‏ وAtletico Roma FC ‏.

## روابط خارجية
- أنيلو كوتولو على موقع قاعدة بيانات كرة القدم.إي يو (الإنجليزية)
- أنيلو كوتولو على موقع Soccerway.com (الإنجليزية)
- أنيلو كوتولو على موقع عالم كرة القدم.نت (الإنجليزية)